# Bunting (häst)
Bunting, född 1961, död 1985, var en svensk halvblodshäst med färgen skimmel, känd genom sin medverkan i Olle Hellboms filmatiseringar av Astrid Lindgrens Pippi Långstrump, där han spelade Pippis häst Lilla gubben.

## Biografi
Bunting, som från början hette Illbatting och sedan Batting, ägdes av Rudolf Ödberg (samma man som senare lånade ut en av sina hästar att spela Lukas i filmerna om Emil i Lönneberga) på Solna ridskola, som hade fått honom i 60-årspresent. När det var dags att spela in filmerna om Pippi vände sig filmteamet till honom, och fick låna Bunting. Bunting var en helvit skimmel, och därför fick teamet spreja svarta prickar på honom, samt färga för att få honom lik hästen i Lindgrens sagor. Det var även under inspelningen som Inger Nilsson, som spelade Pippi, gav hästen namnet Lilla gubben. I originalböckerna omnämns Pippis häst bara som "hästen".
När Bunting lämnade inspelningarna och återvände till ridskolan hade han förändrats så han nu blivit lite divig, och därmed en sämre ridskolehäst. Han flyttades till ett stall i Vallentuna, där han dog vid 24 års ålder.

## Filmografi
- 1969 – Pippi Långstrump (TV-serie) (TV-serie)
- 1970 – Pippi Långstrump på de sju haven
- 1970 – På rymmen med Pippi Långstrump
- 1973 – Här kommer Pippi Långstrump (film)